# Gabriel Tamaș
Gabriel Tamaș (Brașov, 9 de noviembre de 1983) es un exfutbolista rumano que jugaba de defensa.

## Trayectoria
Tamaș empezó su carrera futbolística en las categorías inferiores del FC Brașov, hasta que en 1998 pasa a formar parte de la primera plantilla del club, aunque solo disputa un partido de liga.
En 2000 ficha por el Tractorul Brașov, equipo que militaba también en la Liga II. En este club empieza a jugar de forma más regular.
En la temporada 2002-03 se marcha jugar al Dinamo de Bucarest, equipo con el que debuta en la Liga I. Fue el 17 de agosto en el partido Dinamo de Bucarest 5 - 0 Ceahlăul Piatra Neamț. En esa temporada, en la que Tamaș jugó 19 partidos y marcó cuatro goles, se proclamó campeón de la Copa de Rumania.
Al año siguiente Gabriel Tamaș se marcha al Galatasaray turco. No disfruta de muchas oportunidades, así que en el mercado de invierno cambia de equipo y de país, aterrizando en Rusia para jugar con el Spartak de Moscú.
En el equipo ruso tampoco juega con regularidad y el equipo decide cederlo. De esta forma, en 2004, Tamaș regresa al Dinamo de Bucarest, donde permanece dos temporadas, en las que conquista otro título de Copa. También se proclama campeón de la Supercopa de Rumanía.
En 2006 regresa al Spartak de Moscú. El entrenador no cuenta con él y Gabriel Tamaș decide irse cedido de nuevo, esta vez al Celta de Vigo español. Con este equipo debuta en liga el 17 de septiembre de 2006 en el partido R. C. D. Espanyol 2 - 1 Celta. Juega de forma regular, pero no consigue ayudar a su equipo a salvar la categoría y al final de temporada el Celta desciende a Segunda División.
Al año siguiente ficha por el AJ Auxerre francés.
En 2010 llega a Inglaterra, donde defendió durante tres años y medio la camiseta del West Bromwich Albion.
En 2013 tiene una negativa experiencia en el CFR Cluj (fue despedido seis días después de llegar por el presidente Muresan, quien dijo de él 'vino, bebió y se fue').
En enero de 2014 regresa a Inglaterra y se compromete hasta el final de la temporada 2013/14 con el Doncaster Rovers, que compite en la League Championship.

## Selección nacional
Fue internacional con la selección de fútbol de Rumania en 67 ocasiones. Su debut como internacional se produjo el 12 de febrero de 2003 en un partido contra Eslovaquia. Anotó su primer tanto con la camiseta nacional el 2 de junio de 2007 en el partido Eslovenia 1 - 2 Rumania.
Fue convocado para participar en la Eurocopa de Austria y Suiza de 2008, donde fue un fijo en el once inicial, disputando los tres partidos que su selección disputó en el torneo.

## Clubes
| Club                                | País       | Año       |
| ----------------------------------- | ---------- | --------- |
| F. C. Brașov                        | Rumania    | 1998-1999 |
| Tractorul Brașov                    | Rumania    | 1999-2002 |
| F. C. Dinamo Bucarest               | Rumania    | 2002-2003 |
| Galatasaray S. K.                   | Turquía    | 2003-2004 |
| F. C. Spartak de Moscú              | Rusia      | 2004-2007 |
| F. C. Dinamo Bucarest (cedido)      | Rumania    | 2005      |
| R. C. Celta de Vigo (cedido)        | España     | 2006-2007 |
| A. J. Auxerre                       | Francia    | 2007-2010 |
| F. C. Dinamo Bucarest (cedido)      | Rumania    | 2008-2009 |
| West Bromwich Albion F. C. (cedido) | Inglaterra | 2010      |
| West Bromwich Albion F. C.          | Inglaterra | 2010-2013 |
| CFR Cluj                            | Rumania    | 2013      |
| Doncaster Rovers F. C.              | Inglaterra | 2014      |
| Watford F. C.                       | Inglaterra | 2014-2015 |
| Steaua Bucuresti                    | Rumania    | 2015      |
| Cardiff City F. C.                  | Gales      | 2015-2016 |
| Steaua Bucuresti                    | Rumania    | 2016-2017 |
| Hapoel Haifa                        | Israel     | 2017-2019 |
| F. C. Astra Giurgiu                 | Rumania    | 2019-2020 |
| Universitatea Cluj                  | Rumania    | 2020-2021 |
| F. C. Voluntari                     | Rumania    | 2021-2022 |
| F. C. Petrolul Ploiești             | Rumania    | 2022      |
| C. S. Concordia Chiajna             | Rumania    | 2023      |

## Palmarés

### Títulos nacionales
| Título               | Club                  | País    | Año  |
| -------------------- | --------------------- | ------- | ---- |
| Copa de Rumania      | F. C. Dinamo Bucarest | Rumania | 2003 |
| Copa de Rumania      | F. C. Dinamo Bucarest | Rumania | 2005 |
| Supercopa de Rumania | F. C. Dinamo Bucarest | Rumania | 2005 |